# ニッケル・クリーク
ニッケル・クリーク（Nickel Creek）は、1989年にカリフォルニアで結成されたアメリカのブルーグラスバンド。以前の名称は「ニッケル・クリークバンド」。1989年に南カリフォルニアで結成された後、1993年から2006年までの間に合計6枚のアルバムをリリースした。4枚目のアルバムは2003年のBest Contemporary Folk Albumのグラミー賞を受賞した。

## メンバー
- クリス・シーリ（マンドリン)
- サラ・ワトキンス（フィドル)
- ショーン・ワトキンス（ギター）

ワトキンス家とシーリ家はクリスとサラが同じ講師John Mooreからマンドリンのレッスンを受けていたことがきっかけで出会った。

## 活動停止と再開
2007年、5枚目のアルバムのリリースとその後のツアーの後、無期限で活動停止を発表した。
バンドとしての活動停止期間、各メンバーはソロ活動に励み、2014年に結成25周年を記念してニュー・アルバムの発表と共に活動を再開した。 1989年の結成から25年を迎えるにあたって、何か出来ないかと考えた3人は、クリス・シーリーのアパートメントに集まり、曲作りを始めた。そうやって 6曲の新作を共作した彼らは、さらにクリス・シーリーによる新曲と2曲のカヴァーを手にロサンゼルスのスタジオでレコーディングを開始した。

## 作品

### アルバム
- 1993年 Little Cowpoke
- 1997年 Here to There
- 2000年 Nickel Creek
- 2002年 This Side
- 2005年 Why Should the Fire Die?
- 2014年 A Dotted Line
- 2023年 Celebrants

### ベスト盤
- 2006年 Reasons Why: The Very Best

### シングル
- 2001年 "When You Come Back Down"
- 2001年 "The Lighthouse's Tale"
- 2002年 "Reasons Why"
- 2003年 "This Side"
- 2003年 "Speak"
- 2003年 "Smoothie Song"
- 2005年 "When In Rome"
- 2014年 "Destination"
- 2023年 "Strangers"
- 2023年 "Holding Pattern"
- 2023年 "Where the Long Line Leads"